# آلخاندرو ارناندس
آلخاندرو ارناندس (اسپانیایی: Alejandro Hernández‎؛ زادهٔ ۱۱ مارس ۱۹۴۸) بازیکن فوتبال اهل مکزیک بود.
از باشگاه‌هایی که در آن بازی کرده‌است می‌توان به باشگاه فوتبال لئون اشاره کرد.
وی همچنین در تیم ملی فوتبال مکزیک بازی کرده‌است.